# Char Fasson
Char Fasson è un sottodistretto (upazila) del Bangladesh situato nel distretto di Bhola, divisione di Barisal. Si estende su una superficie di 1,106 km² e conta una popolazione di 342.038 abitanti (dato censimento 1991).